# Batterij van La Madeleine
De batterij van Madeleine was een kustbatterij in Normandië tijdens de Tweede Wereldoorlog. Gebouwd door Organisation Todt, nabij het Franse dorp Saint-Martin-de-Varreville maakte de batterij onderdeel uit van de door de Duitsers aangelegde Atlantikwall. 

## Geschiedenis
De batterij omvatte vier verrijdbare Russische 122 mm kanonnen, die sinds op vrije platforms stonden, terwijl de kazematten werden gebouwd. Door de bedreiging die de batterij vormde voor de Amerikaanse troepen die moesten landen op Utah Beach, werd de batterij in het voorjaar zwaar gebombardeerd. Hierdoor konden de Duitsers de kazematten niet afbouwen en waren ze gedwongen de kanonnen verder landinwaarts op te stellen. 
In de nacht van 5 op 6 juni 1944 namen parachutisten van de 101e Luchtlandingsdivisie de overblijfselen in. De batterij van Madeleine speelde zodoende geen rol bij de geallieerde landing in Normandië.